# جون بيكرينغ
جون بيكرينغ (بالإنجليزية: John Pickering)‏ (7 نوفمبر 1944 في المملكة المتحدة - 30 مايو 2001) هو مدرب كرة قدم ولاعب كرة قدم بريطاني في مركز الدفاع. لعب مع نادي بارنسلي ونادي هاليفاكس تاون وإف سي هاليفاكس تاون.

## وصلات خارجية
- جون بيكرينغ على موقع قاعدة بيانات كرة القدم.إي يو (الإنجليزية)